# 마티아스 스반베리
마티아스 올로프 스반베리(스웨덴어: Mattias Olof Svanberg, 1999년 1월 5일 ~ )는 스웨덴의 축구 선수이다. 포지션은 미드필더이며 현재 독일 분데스리가의 VfL 볼프스부르크 소속으로 뛰고 있다.